# Lismore (Marskrater)
Lismore ist ein nach dem gleichnamigen Ort in Südirland im September 2006 benannter Marskrater in der Chryse Planitia unweit des davon südlich gelegenen Ausflusskanals Tiu Valles im Gradfeld Oxia Palus (MC-11). Der Krater hat einen Durchmesser von 9,32 km und liegt auf 318,37 östlicher Länge und 27,048 nördlicher Breite. Im Kraterboden ist das anstehende Gestein teilweise freigelegt.
Lismore gehört zu den zahlreichen Kratern in der Region, die für die Forschung besonders interessant sind, da sie durch ihr geringes Alter seit ihrer Entstehung weitgehend unberührt geblieben sind und die sie überdeckende Staubschicht vergleichsweise dünn ist. Mit Hilfe des THEMIS-Instruments der 2001 Mars Odyssey ließ sich die Infrarotstrahlung der Marsoberfläche messen, was insbesondere durch den Vergleich von Tag- und Nachtaufnahmen Rückschlüsse über die Art des Materials an der Oberfläche ermöglicht. Weitere Messungen wurden aufgrund des TES-Instruments des Mars Global Surveyor und des CRISM-Instruments des Mars Reconnaissance Orbiter möglich. Hier dienen die Ejekta junger Krater wie Lismore als messbare Proben des sonst verdeckten Gesteins. Aufgrund dieser Aufnahmen wurde ermittelt, dass die über eine Fläche von über 355 km² sich erstreckende Ejektadecke des Lismore-Kraters sich deutlich in der Zusammensetzung von der Umgebung unterscheidet und nur aus einer einzigen sehr gleichmäßigen, mit mafischen Mineralien durchsetzten Schicht besteht, bei der die gröberen Materialien am Kraterrand und die feineren Materialien weiter außen an der Peripherie der Decke liegen. Ebenso ließen sich Olivine und im geringeren Umfang auch Klinopyroxene in der Ejektadecke nachweisen. Mehrere Forscher sehen darin Indizien, dass sich unter der Oberfläche in Chryse Planitia basaltisches Gestein aus der Hesperianischen Periode befindet.

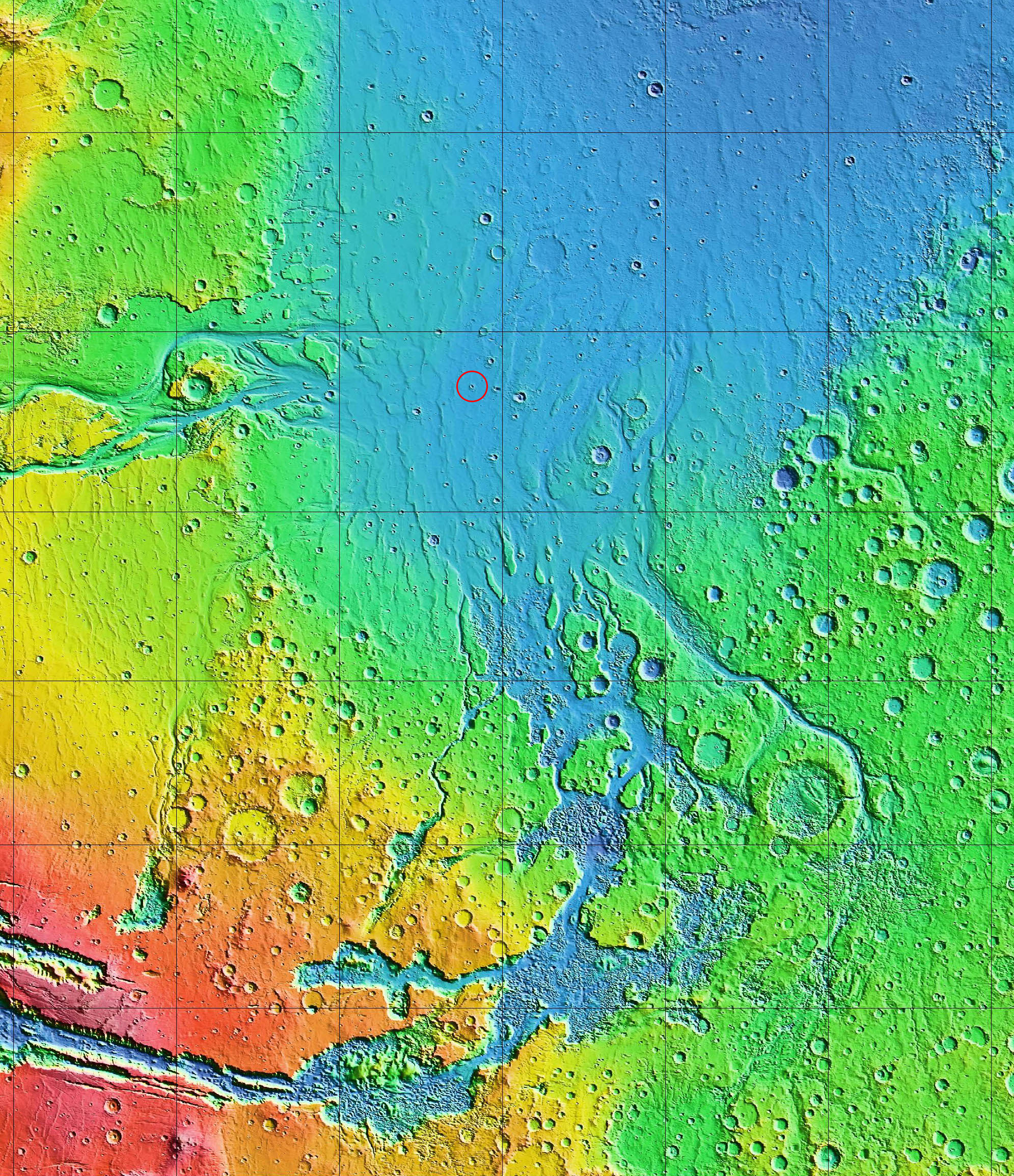
Mit einem roten Kreis markierte Lage des Kraters in der Chryse Planitia (blau eingefärbte Tiefebene im nördlichen Bereich)
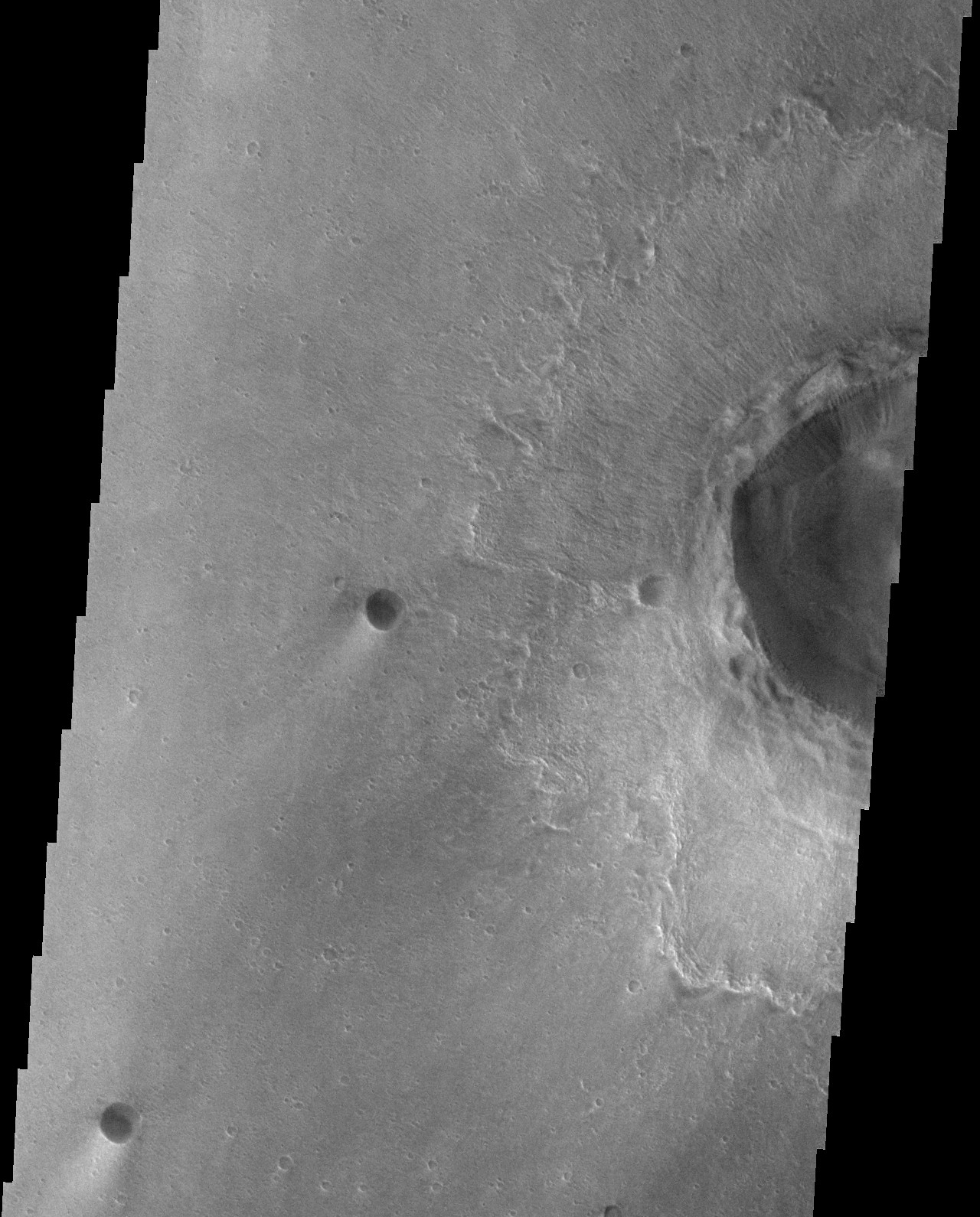
Westliche Seite des Kraters
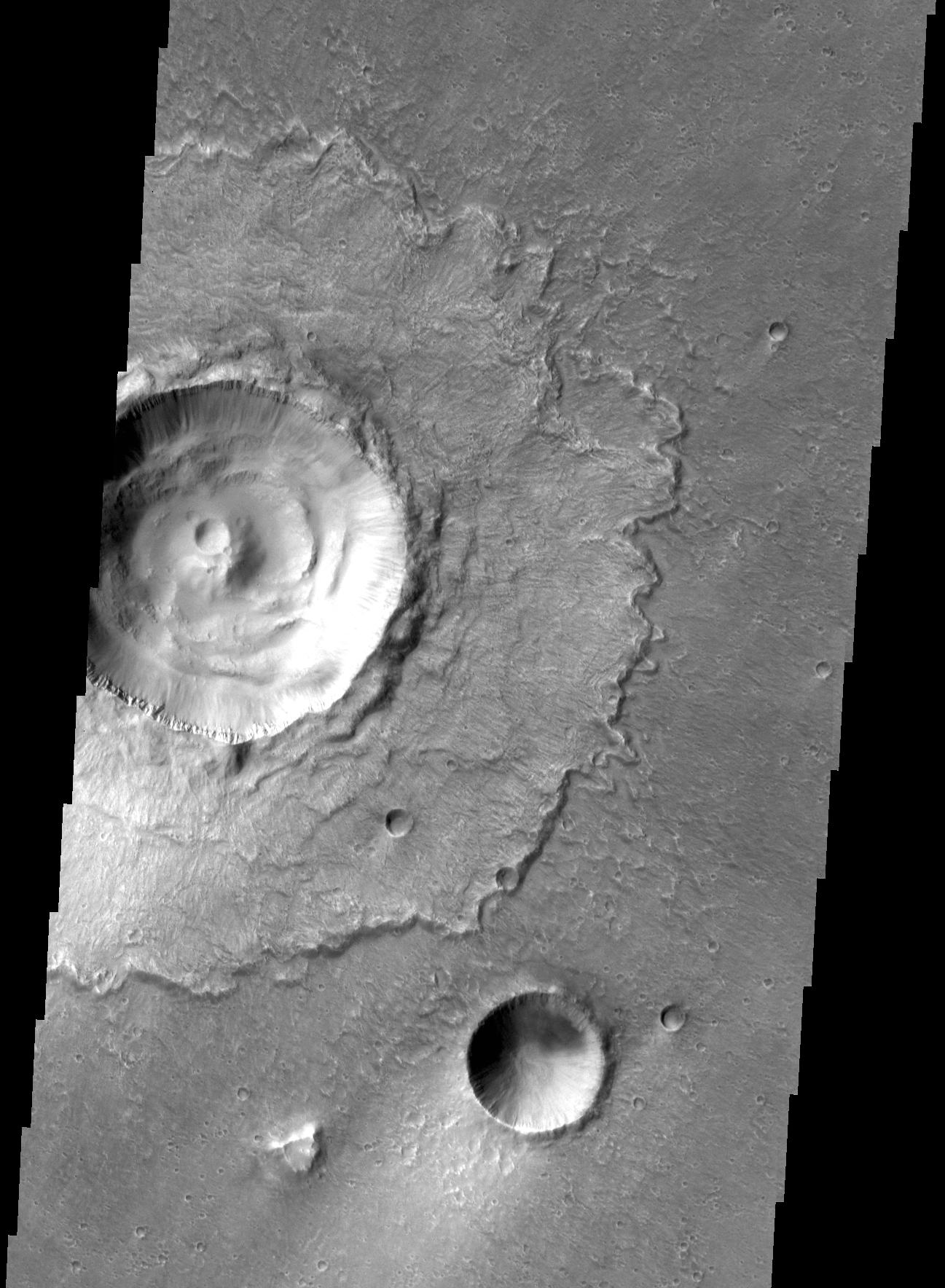
Östliche Seite des Kraters